# 리쓰린촌
리쓰린촌(일본어: 栗林村)은 일본 가가와현 가가와군에 설치되었던 촌이다. 현재의 다카마쓰시에 해당한다.

## 역사
- 1890년 2월 15일 - 정촌제 시행에 수반해, 가가와군 후지쓰카정, 가미노촌, 나카노촌이 합병해, 리쓰린촌이 성립하였다.
- 1921년 10월 31일 - 다카마쓰시에 편입, 동일 리쓰린촌은 폐지되었다.

## 참고 문헌
- 角川日本地名大辞典編纂委員会, 『角川日本地名大辞典 43 香川県』, 1985, 角川書店